# مذبحة توشني

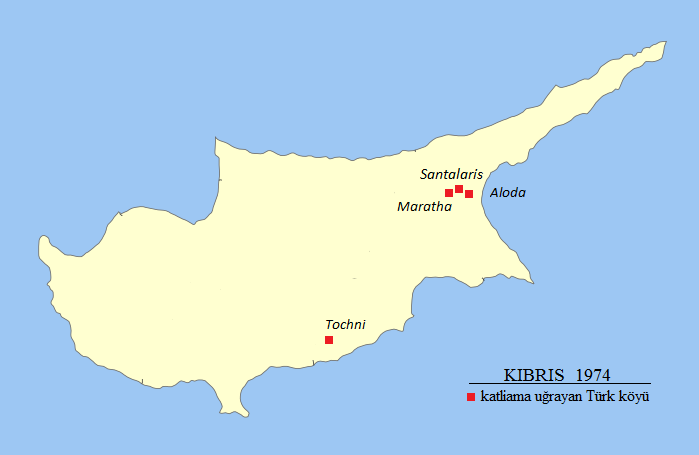
تحرير

مذبحة توشني هي مذبحة أدت إلى مقتل 84 من القبارصة الأتراك في قرية توشني بالقرب من لارنكا القبرصية على يد قبارصة يونانيين أعضاء في منظمة إيوكا-ب أثناء التدخل العسكري التركي في قبرص صيف 1974.

## خلفية
أثناء تدخل الأتراك في شمال الجزيرة، احتجز أعضاء من منظمة إيوكا-ب أكثر من 80 رجلاً من قرية توشني وقرية زيجي المجاورة، ومعهم صبية قصر تبلغ أعمارهم 13 عامًا. أُدخل القبارصة الأتراك المعتقلون في حافلة بالليل. وبحسب الناجي الوحيد من المجزرة سوات حسين كفادر، فقد نقلوا إلى قرية بالوديا حيث أعدموا بالبنادق الآلية.
بلغ إجمالي عدد ضحايا المجزرة 84 (78 من توشني و 6 من زيجي). وبحسب كفادر كان هناك ضابط يوناني. وقال كفادر في مقابلة إن ضابطا بالجيش اليوناني بثلاث نجوم تحدث معهم أثناء الليل وطمأنهم بأنهم لن يصابوا بأذى قائلا: «أصدقائنا لا تخافوا، أنتم اليوم سجناء، وغدًا سنكون في خدمتكم في الجيش، لا أحد يسيء إلى الأسرى».
ووقعت الفظائع في نفس يوم مجازر ماراثا وسانتالاريس وألودا، وأيضا كانت على يد أعضاء منظمة إيوكا-ب من القبارصة اليونانيين في منظمة.
وفي سنة 2016 قالت وزيرة خارجية قبرص السابقة إيراتو كوزاكو ماركوليس: «أعتذر للقبارصة الأتراك عن مقتل 126 امرأة وطفلًا في ألودا وماراتا وسانتالاريس و 85 رجلاً مدنياً قتلوا في توشني نتيجة جرائم القتل المروعة المرتكبة. بواسطة متطرفي EOKA B في 14 أغسطس 1974».